# Амран (област)
Амран (на арабски: عمران) е една от 21-те области в Йемен. Административен център е град Амран. Площта ѝ е 7900 км², а населението ѝ е 1 092 100 жители (по оценка от 2012 г.).

## Окръзи
- Ал Аша
- Ал Мадан
- Ал Кафла
- Амран
- Ас Сауд
- Ас Суда
- Бани Сурайм
- Ди Бин
- Абур Зулайма
- Арф Суфян
- Ут
- Иял Сурайх
- Джабал Иял Азид
- Хамир
- Хариф
- Масуар
- Рейда
- Шаара
- Суайр
- Тула